# Sten Andersson
Pour les articles homonymes, voir Andersson.
Sten Sture Andersson (né le 20 avril 1923 à Stockholm - mort le 16 septembre 2006 à Stockholm) est un homme politique suédois, membre du Parti social-démocrate, ministre des Affaires étrangères.
Il travailla étroitement avec Olof Palme et devint connu au niveau international pour son soutien pour l'indépendance de la Palestine d'Israël.
Il meurt subitement d'une crise cardiaque durant l'après-midi du 9 septembre 2006.

## Fonctions
- Secrétaire du parti social-démocrate (1962-1982)
- Membre du comité exécutif du parti social-démocrate (1962-1993)
- Membre du Riksdag (1966-1994)
- Ministre des Affaires sociales (1982-1985)
- Ministre des Affaires étrangères (1985-1991)